# Trynna Finda Way
Trynna Finda Way (Zkouším najít cestu) je šestý a poslední singl Nelly Furtado z její debutové desky. Píseň vyšla jen v Mexiku.
Furtado tuto píseň popsala jako potom uvědomění se, a že se v této písni nechala inspirovat takzvanými Bítníky.
V písni je znatelný vliv hip hopu, který ji ovlivnil v dospívání. Můžeme v ní slyšet i tradiční brazilský nástroj berimbau.
Trynna Finda Way se objevila i na soundtracku k filmu Deník princezny a mohli jsme ji slyšet i ve filmu Školní život.

## Úryvek textu
I'm tryin' a find a way
I'm tryin' a find a right
And if I budge I just might
I'm tryin' a find a way
I'm tryin' a find a right
And if I budge I just might